# ابراهیم زدران
ابراهیم زدران (زادهٔ ۱۲ دسامبر ۲۰۰۱) بازیکن کریکت اهل افغانستان است. او اولین تست کریکت خود را در تیم ملی کریکت افغانستان در سپتامبر ۲۰۱۹ انجام داد.